# Pierres, Eure-et-Loir

Pierres este o comună în departamentul Eure-et-Loir, Franța. În 1 ianuarie 2022 avea o populație de 2.792 de locuitori.